# Mont Chamaroux
Le mont Chamaroux est un sommet des monts du Cézallier. Il se trouve dans le Sud du département du Puy-de-Dôme dans la commune d'Anzat-le-Luguet et culmine à 1 476 mètres d'altitude.

## Toponymie
Le sommet, également appelé pic de Chamaroux, est mentionné sous la forme V. de Chamaurou sur la carte de Cassini. Sa partie supérieure porte le nom d’Hort de las Fadas, ce qui signifie « jardin des fées ».
Le toponyme Chamaroux pourrait signifier « lieu élevé ».

## Géologie
Des cinérites schisteuses ont été découvertes au sud-est du mont, à une altitude d'environ 1 345 m.
La source de la Couze d'Ardes se situe à proximité.

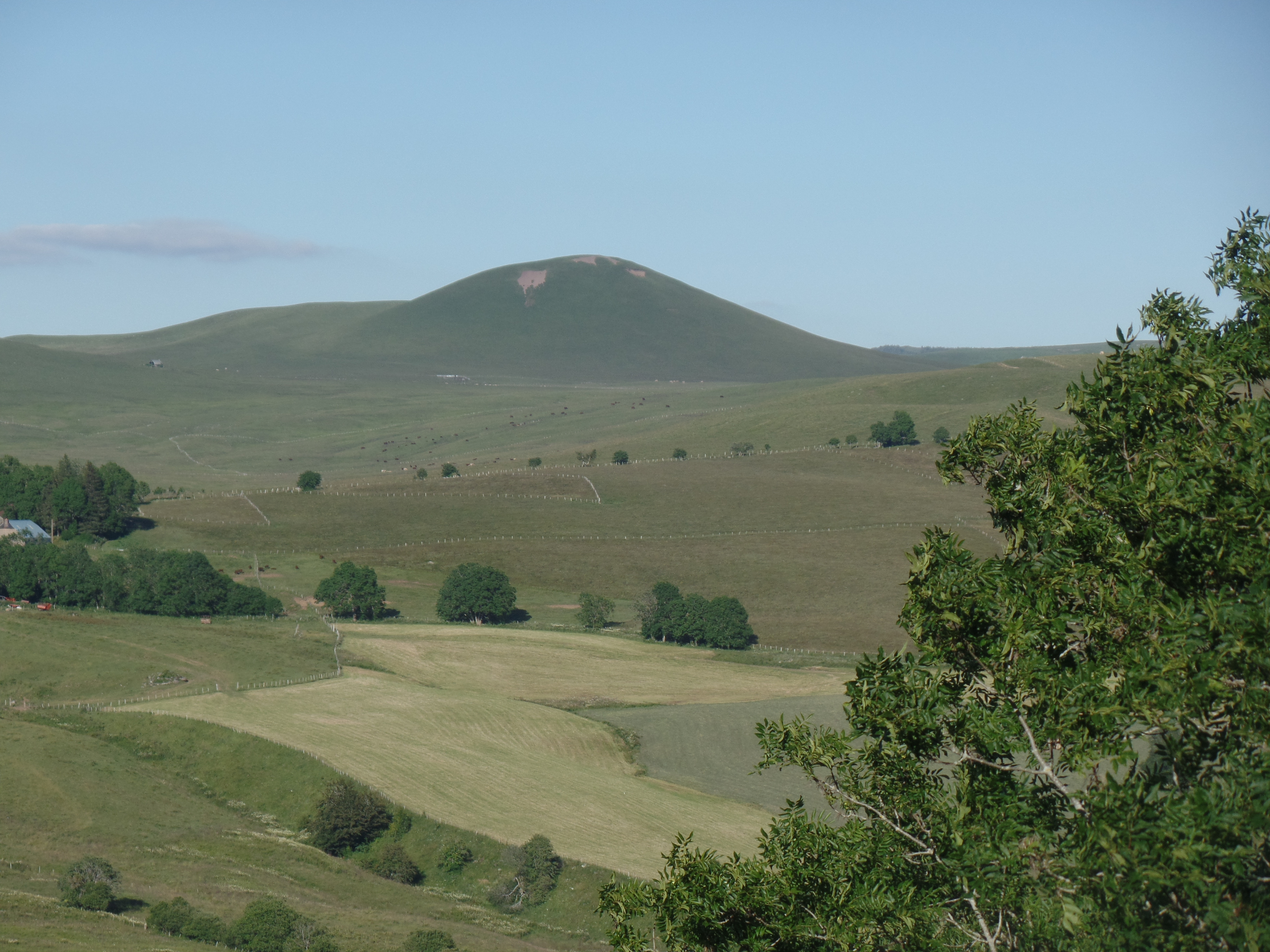
Vue du sommet depuis Montgreleix.

## Écologie
Le site est une zone d’estives caractérisée par une diversité de milieux naturels : pelouses acidiphiles à Nard, landes d’altitude, tourbières bombées, prairies humides, mégaphorbiaies, sources et affleurements rocheux. Il abrite plusieurs espèces végétales protégées, telles que l’Andromède (Andromeda polifolia), l’Œillet superbe (Dianthus superbus), le Droséra à feuilles rondes (Drosera rotundifolia), la Ligulaire de Sibérie (Ligularia sibirica), le Lis martagon (Lilium martagon) et le Saule bicolore (Salix bipartita), ainsi qu’une libellule rare, la Leucorrhine douteuse (Leucorrhinia dubia), inscrite sur la liste rouge régionale.

## Légende
Le sommet du mont Chamaroux, également appelé Suc des Fées, est associé à une légende locale. Son aridité, contrastant avec les pentes verdoyantes, serait attribuée à des forces surnaturelles. Selon le récit, un jeune homme nommé Irald, attiré un samedi soir par une ronde de fées, aurait été entraîné dans une danse infernale. Sauvé de justesse par l’invocation de saint Géraud, il en serait revenu marqué à vie. Depuis, le lieu est appelé l’Hort de las Fadas (« le jardin des fées »),.